# Jacqueline Fernandez
Jacqueline Fernandez (sinh ngày 11 tháng 8 năm 1985) là một nữ diễn viên Bahrain-Sri Lanka, cựu người mẫu, và người chiến thắng của cuộc thi Hoa hậu Sri Lanka Universe năm 2006. Một trong những nữ diễn viên nổi tiếng nhất ở Bollywood của Ấn Độ, cô là người nhận giải thưởng Iifa ngôi sao khởi đầu của năm - Nữ trong năm 2010. Cùng với sự nghiệp diễn xuất của cô, Fernandez đã tham gia trong các chương trình sân khấu, và đang hoạt động trong công tác nhân đạo.

## Tiểu sử
Fernandez sinh ngày 11/8/1985 ở Manama, Bahrain, và được nuôi dưỡng trong một gia đình đa sắc tộc, nơi cha cô, Elroy là người Sri Lanka và mẹ cô, Kim là người gốc Malaysia và Canada. Cô là con út trong gia đình bốn anh chị em và cô có một chị gái và hai anh trai. Theo Fernandez, trước khi cô sinh ra, mẹ cô là một tiếp viên hàng không còn cha cô là nhạc công. Trước khi trở thành phóng viên truyền hình, cô đã dẫn các sô truyền hình ở Bahrain lúc lên 14. Sau thời gian học hành ban đầu ở Bahrain, cô theo học ngành truyền thông công chungd từ Đại học Sydney ở Australia. Cô cũng theo học trường ngôn ngữ Berlitz, nơi cô học tiếng Tây Ban Nha và cải thiện tiếng Pháp và tiếng Ả Rập.
Theo Fernandez, cô đã mơ ước trở thành một nữ diễn viên lúc trẻ và mơ trở thành một ngôi sao Hollywood. Dù vậy, cô là một phóng viên truyền hình, cô chấp nhận lời mời trong giới người mẫu, đến với cô như là kết quả của việc cô đạt vương miện thi hoa hậu. Năm 2006, cô được trao vương miện Hoa hậu hoàn vuc Sri Lanka và đại diện đất nước mình tại cuộc thi Hoa hậu Hoàn vũ 2006 tổ chức tại Los Angeles. Trong một phỏng vấn năm 2015, Fernandez mô tả ngành người mẫu "một nền tảng giáo dục tốt" và nói rằng "It is a medium that is about shedding your inhibitions, hiểu biết cơ thể mình, tự tin". Năm 2006, Fernandez diễn xuất trong một video âm nhạc cho bài hát "O Sathi" bởi cặp đôi ca nhạc Sri Lankan Bathiya và Santhush.